# Punta del Este E-Prix 2018
Der Punta del Este E-Prix 2018 (offiziell: 2018 CBMM Niobium Punta del Este E-Prix) fand am 17. März auf der Formel-E-Rennstrecke Punta del Este in Punta del Este statt und war das sechste Rennen der FIA-Formel-E-Meisterschaft 2017/18. Es handelte sich um den dritten Punta del Este E-Prix.

## Bericht

### Hintergrund
Nach dem Mexiko-Stadt E-Prix führte Jean-Éric Vergne in der Fahrerwertung mit zwölf Punkten vor Felix Rosenqvist und mit 20 Punkten vor Sam Bird. In der Teamwertung hatte Techeetah neun Punkte Vorsprung auf Mahindra Racing und 25 Punkte Vorsprung auf Jaguar.
Mit Sébastien Buemi (zweimal) trat ein ehemaliger Sieger des Rennens an.
Daniel Abt, Buemi und Rosenqvist erhielten einen sogenannten FANBOOST, sie durften die Leistung ihres zweiten Fahrzeugs einmal auf bis zu 200 kW erhöhen und so bis zu 100 Kilojoule Energie zusätzlich verwenden. Für Abt war es der vierte und für Buemi der fünfte FANBOOST in dieser Saison. Für Rosenqvist war es der zweite FANBOOST seiner Karriere.

### Training
Buemi war im ersten freien Training mit einer Rundenzeit von 1:14,536 Minuten Schnellster vor Mitch Evans und Lucas di Grassi.
Im zweiten freien Training fuhr di Grassi in 1:13,672 Minuten die Bestzeit vor Bird und Evans. Das Training wurde nach einem Unfall von Tom Blomqvist unterbrochen.

### Qualifying
Das Qualifying begann um 12:00 Uhr und fand in vier Gruppen zu je fünf Fahrern statt, jede Gruppe hatte sechs Minuten Zeit, in der die Piloten maximal eine gezeitete Runde mit einer Leistung 170 kW und anschließend maximal eine gezeitete Runde mit einer Leistung von 200 kW fahren durften. Nick Heidfeld, Nelson Piquet jr. und Nicolas Prost schlugen nach Fahrfehlern in die Streckenbegrenzung ein, alle drei qualifizierten sich nicht für den E-Prix. Auch Blomqvist und Rosenqvist berührten die Streckenbegrenzung, konnten ihre Runden jedoch beenden. López wurde wegen zu niedrigem Reifendruck disqualifiziert. Vergne war mit einer Rundenzeit von 1:13,672 Minuten Schnellster.
Die fünf schnellsten Fahrer fuhren anschließend im Superpole genannten Einzelzeitfahren die ersten fünf Positionen aus. Da di Grassi, Alex Lynn und Oliver Turvey auf ihrer Superpole-Runde einen Leitkegel in einer Schikane überfahren bzw. berührt hatten, wurden ihre Rundenzeiten gestrichen, da sie die Track Limits genannten Streckenbegrenzungen verletzt hatten. Evans wurde nachträglich disqualifiziert, da die Gewichtsverteilung seines Fahrzeuges außerhalb der vorgegebenen Parameter lag. An der Vorderachse musste zwischen 37,5 und 39,5 Prozent des Gesamtgewichtes liegen. So sicherte sich Vergne trotz eines Fahrfehlers und mehr als drei Sekunden Zeitverlust mit einer Rundenzeit von 1:16,806 Minuten die Pole-Position und damit drei Punkte. Die weiteren Positionen belegten di Grassi, Lynn und Turvey.
Filippi wurde um drei Plätze nach hinten versetzt, weil er bei roten Flaggen im freien Training zu schnell gefahren war. Blomqvist und Prost wurden wegen eines Getriebewechsels um zehn Startplätze nach hinten versetzt. Prost wurde wegen eines Wechsels der Batterie zusätzlich um weitere zehn Positionen nach hinten versetzt. Da beide Fahrer die Rückversetzungen nicht vollständig antreten konnten, erhielt Blomqvist zusätzlich eine Fünf- und Prost eine Zehn-Sekunden-Strafe.

### Rennen
Das Rennen ging über 37 Runden.
Vergne gewann das Rennen vor di Grassi und Bird. Die restlichen Punkteplatzierungen belegten Evans, Rosenqvist, Lynn, Turvey, López, D’Ambrosio und Engel. Der Punkt für die schnellste Rennrunde ging an López.
In der Fahrerwertung blieben die ersten drei Plätze unverändert, Vergne baute seinen Vorsprung aus. In der Teamwertung übernahm DS Virgin den dritten Platz von Jaguar.

## Meldeliste
Alle Teams und Fahrer verwendeten Reifen von Michelin.
| Team                            | Fahrzeug             | Nr. | Fahrer                 |
| ------------------------------- | -------------------- | --- | ---------------------- |
| Renault e.dams                  | Renault Z.E.17       | 08  | Nicolas Prost          |
| Renault e.dams                  | Renault Z.E.17       | 09  | Sébastien Buemi        |
| Audi Sport ABT Schaeffler       | Audi e-tron FE04     | 01  | Lucas di Grassi        |
| Audi Sport ABT Schaeffler       | Audi e-tron FE04     | 66  | Daniel Abt             |
| Mahindra Racing Formula E Team  | Mahindra M4Electro   | 19  | Felix Rosenqvist       |
| Mahindra Racing Formula E Team  | Mahindra M4Electro   | 23  | Nick Heidfeld          |
| DS Virgin Racing Formula E Team | Virgin DSV-03        | 02  | Sam Bird               |
| DS Virgin Racing Formula E Team | Virgin DSV-03        | 36  | Alex Lynn              |
| Techeetah                       | Renault Z.E.17       | 18  | André Lotterer         |
| Techeetah                       | Renault Z.E.17       | 25  | Jean-Éric Vergne       |
| NIO Formula E Team              | NextEV NIO Sport 003 | 16  | Oliver Turvey          |
| NIO Formula E Team              | NextEV NIO Sport 003 | 68  | Luca Filippi           |
| Andretti Formula E              | Andretti ATEC-03     | 27  | Tom Blomqvist          |
| Andretti Formula E              | Andretti ATEC-03     | 28  | António Félix da Costa |
| Dragon Racing                   | PENSKE EV-2          | 06  | José María López       |
| Dragon Racing                   | PENSKE EV-2          | 07  | Jérôme D’Ambrosio      |
| Venturi Formula E Team          | Venturi VM200-FE-03  | 04  | Edoardo Mortara        |
| Venturi Formula E Team          | Venturi VM200-FE-03  | 05  | Maro Engel             |
| Panasonic Jaguar Racing         | Jaguar I-Type II     | 03  | Nelson Piquet jr.      |
| Panasonic Jaguar Racing         | Jaguar I-Type II     | 20  | Mitch Evans            |

## Klassifikationen

### Qualifying
| Pos.                                                                   | Fahrer                 | Team                            | Zeit       | Superpole  | Start |
| ---------------------------------------------------------------------- | ---------------------- | ------------------------------- | ---------- | ---------- | ----- |
| 01                                                                     | Jean-Éric Vergne       | Techeetah                       | 1:13,672   | 1:16,806   | 01    |
| 02                                                                     | Lucas di Grassi        | Audi Sport ABT Schaeffler       | 1:14,032   | keine Zeit | 02    |
| 03                                                                     | Alex Lynn              | DS Virgin Racing Formula E Team | 1:14,135   | keine Zeit | 03    |
| 04                                                                     | Oliver Turvey          | NIO Formula E Team              | 1:14,181   | keine Zeit | 04    |
| 05                                                                     | Daniel Abt             | Audi Sport ABT Schaeffler       | 1:14,224   | –          | 05    |
| 06                                                                     | Sébastien Buemi        | Renault e.dams                  | 1:14,320   | –          | 06    |
| 07                                                                     | André Lotterer         | Techeetah                       | 1:14,442   | –          | 07    |
| 08                                                                     | Maro Engel             | Venturi Formula E Team          | 1:14,523   | –          | 08    |
| 09                                                                     | Sam Bird               | DS Virgin Racing Formula E Team | 1:14,552   | –          | 09    |
| 10                                                                     | Jérôme D’Ambrosio      | Dragon Racing                   | 1:14,673   | –          | 10    |
| 11                                                                     | António Félix da Costa | Andretti Formula E              | 1:14,973   | –          | 11    |
| 12                                                                     | Felix Rosenqvist       | Mahindra Racing Formula E Team  | 1:15,104   | –          | 12    |
| 13                                                                     | Luca Filippi           | NIO Formula E Team              | 1:15,444   | –          | 15    |
| 14                                                                     | Edoardo Mortara        | Venturi Formula E Team          | 1:15,493   | –          | 13    |
| 15                                                                     | Tom Blomqvist          | Andretti Formula E              | 1:16,424   | –          | 20    |
| 110-Prozent-Zeit: 1:21,039 min (bezogen auf Bestzeit von 1:13,672 min) |                        |                                 |            |            |       |
| 16                                                                     | Nelson Piquet jr.      | Panasonic Jaguar Racing         | 1:42,656   | –          | 14    |
| 17                                                                     | Nicolas Prost          | Renault e.dams                  | 1:53,358   | –          | 19    |
| –                                                                      | Mitch Evans            | Panasonic Jaguar Racing         | keine Zeit | keine Zeit | 16    |
| –                                                                      | Nick Heidfeld          | Mahindra Racing Formula E Team  | keine Zeit | –          | 17    |
| –                                                                      | José María López       | Dragon Racing                   | keine Zeit | –          | 18    |

Anmerkungen
1. ↑  Di Grassis Rundenzeit aus der Superpole wurde gestrichen, da er in einer Schikane die Streckenbegrenzung missachtet hatte.
2. ↑  Lynns Rundenzeit aus der Superpole wurde gestrichen, da er in einer Schikane die Streckenbegrenzung missachtet hatte.
3. ↑  Turveys Rundenzeit aus der Superpole wurde gestrichen, da er in einer Schikane die Streckenbegrenzung missachtet hatte.
4. ↑  Filippi wurde wegen zu schnellen Fahrens bei roten Flaggen um drei Startplätze nach hinten versetzt.
5. ↑  Blomqvist wurde wegen eines Getriebewechsels um zehn Startplätze nach hinten versetzt. Da eine vollständige Rückversetzung nicht möglich war, erhielt er zusätzlich eine Fünf-Sekunden-Zeitstrafe.
6. ↑  Piquet wurde erlaubt zu starten, weil er im freien Training ausreichend schnell gewesen war.
7. ↑  Prost wurde erlaubt zu starten, weil er im freien Training ausreichend schnell gewesen war.
8. ↑  Prost wurde wegen eines Getriebewechsels um zehn Startplätze nach hinten versetzt.
9. ↑  Prost wurde wegen eines Batteriewechsels um zehn Startplätze nach hinten versetzt. Da eine vollständige Rückversetzung nicht möglich war, erhielt er zusätzlich eine Zehn-Sekunden-Zeitstrafe.
10. ↑  Die Qualifying- und die Superpole-Zeit von Evans wurde gestrichen, da die Gewichtsverteilung seines Fahrzeugs außerhalb der vorgegebenen Parameter lag.
11. ↑  Evans wurde erlaubt zu starten, weil er im freien Training ausreichend schnell gewesen war.
12. ↑  Die Qualifying-Zeit von Heidfeld wurde gestrichen, da er einen Abbruch des Qualifyings verursacht hatte.
13. ↑  Heidfeld wurde erlaubt zu starten, weil er im freien Training ausreichend schnell gewesen war.
14. ↑  Die Qualifying-Zeit von López wurde gestrichen, da der Reifendruck an seinem Fahrzeug zu niedrig war.
15. ↑  López wurde erlaubt zu starten, weil er im freien Training ausreichend schnell gewesen war.

### Rennen
| Pos. | Fahrer                 | Team                            | Runden | Zeit      | Start | Schnellste Runde |
| ---- | ---------------------- | ------------------------------- | ------ | --------- | ----- | ---------------- |
| 01   | Jean-Éric Vergne       | Techeetah                       | 37     | 50:43,809 | 01    | 1:17,282 (25.)   |
| 02   | Lucas di Grassi        | Audi Sport ABT Schaeffler       | 37     | + 0,447   | 02    | 1:17,314 (25.)   |
| 03   | Sam Bird               | DS Virgin Racing Formula E Team | 37     | + 2,311   | 09    | 1:17,220 (25.)   |
| 04   | Mitch Evans            | Panasonic Jaguar Racing         | 37     | + 4,075   | 16    | 1:17,041 (25.)   |
| 05   | Felix Rosenqvist       | Mahindra Racing Formula E Team  | 37     | + 4,224   | 12    | 1:17,107 (23.)   |
| 06   | Alex Lynn              | DS Virgin Racing Formula E Team | 37     | + 7,672   | 03    | 1:17,296 (26.)   |
| 07   | Oliver Turvey          | NIO Formula E Team              | 37     | + 11,818  | 04    | 1:17,747 (34.)   |
| 08   | José María López       | Dragon Racing                   | 37     | + 12,612  | 18    | 1:16,811 (31.)   |
| 09   | Jérôme D’Ambrosio      | Dragon Racing                   | 37     | + 22,242  | 10    | 1:17,030 (23.)   |
| 10   | Maro Engel             | Venturi Formula E Team          | 37     | + 26,293  | 08    | 1:17,494 (25.)   |
| 11   | António Félix da Costa | Andretti Formula E              | 37     | + 27,335  | 11    | 1:17,573 (24.)   |
| 12   | André Lotterer         | Techeetah                       | 37     | + 38,731  | 07    | 1:17,679 (16.)   |
| 13   | Luca Filippi           | NIO Formula E Team              | 37     | + 39,926  | 15    | 1:17,427 (25.)   |
| 14   | Daniel Abt             | Audi Sport ABT Schaeffler       | 37     | + 43,139  | 05    | 1:17,381 (28.)   |
| 15   | Nicolas Prost          | Renault e.dams                  | 37     | + 47,194  | 19    | 1:17,241 (27.)   |
| 16   | Tom Blomqvist          | Andretti Formula E              | 37     | + 59,299  | 20    | 1:17,519 (33.)   |
| 17   | Edoardo Mortara        | Venturi Formula E Team          | 36     | + 1 Runde | 13    | 1:18,420 (07.)   |
| —    | Sébastien Buemi        | Renault e.dams                  | 29     | DNF       | 06    | 1:17,843 (28.)   |
| —    | Nelson Piquet jr.      | Panasonic Jaguar Racing         | 25     | DNF       | 14    | 1:18,218 (09.)   |
| —    | Nick Heidfeld          | Mahindra Racing Formula E Team  | 1      | DNF       | 17    | —                |

## Meisterschaftsstände nach dem Rennen
Die ersten zehn des Rennens bekamen 25, 18, 15, 12, 10, 8, 6, 4, 2 bzw. 1 Punkt(e). Zusätzlich gab es drei Punkte für die Pole-Position und einen Punkt für den Fahrer unter den ersten Zehn, der die schnellste Rennrunde erzielte.

### Fahrerwertung
| Pos. | Fahrer            | Team                            | Punkte |
| ---- | ----------------- | ------------------------------- | ------ |
| 01   | Jean-Éric Vergne  | Techeetah                       | 109    |
| 02   | Felix Rosenqvist  | Mahindra Racing Formula E Team  | 79     |
| 03   | Sam Bird          | DS Virgin Racing Formula E Team | 76     |
| 04   | Sébastien Buemi   | Renault e.dams                  | 52     |
| 05   | Nelson Piquet jr. | Panasonic Jaguar Racing         | 45     |
| 06   | Mitch Evans       | Panasonic Jaguar Racing         | 41     |
| 07   | Daniel Abt        | Audi Sport ABT Schaeffler       | 37     |
| 08   | Oliver Turvey     | NIO Formula E Team              | 32     |
| 09   | Edoardo Mortara   | Venturi Formula E Team          | 28     |
| 10   | Lucas di Grassi   | Audi Sport ABT Schaeffler       | 21     |
| 11   | Nick Heidfeld     | Mahindra Racing Formula E Team  | 21     |

| Pos. | Fahrer                 | Team                            | Punkte |
| ---- | ---------------------- | ------------------------------- | ------ |
| 12   | André Lotterer         | Techeetah                       | 18     |
| 13   | Alex Lynn              | DS Virgin Racing Formula E Team | 17     |
| 14   | António Félix da Costa | Andretti Formula E              | 16     |
| 15   | José María López       | Dragon Racing                   | 13     |
| 16   | Nicolas Prost          | Renault e.dams                  | 7      |
| 17   | Maro Engel             | Venturi Formula E Team          | 7      |
| 18   | Jérôme D’Ambrosio      | Dragon Racing                   | 6      |
| 19   | Tom Blomqvist          | Andretti Formula E              | 4      |
| 20   | Luca Filippi           | NIO Formula E Team              | 1      |
| 21   | Kamui Kobayashi        | Andretti Formula E              | 0      |
| 22   | Neel Jani              | Dragon Racing                   | 0      |

### Teamwertung
| Pos. | Team                            | Punkte |
| ---- | ------------------------------- | ------ |
| 01   | Techeetah                       | 127    |
| 02   | Mahindra Racing Formula E Team  | 100    |
| 03   | DS Virgin Racing Formula E Team | 93     |
| 04   | Panasonic Jaguar Racing         | 86     |
| 05   | Renault e.dams                  | 59     |

| Pos. | Team                      | Punkte |
| ---- | ------------------------- | ------ |
| 06   | Audi Sport ABT Schaeffler | 58     |
| 07   | Venturi Formula E Team    | 35     |
| 08   | NIO Formula E Team        | 33     |
| 09   | Andretti Formula E        | 20     |
| 10   | Dragon Racing             | 19     |